# Póker mentiroso
El Póker Mentiroso, también llamado Mentiroso a secas, es un juego de azar y estrategia que consiste en realizar combinaciones de póker con cinco dados inspirados en algunos naipes de la baraja inglesa. El juego está inspirado en el juego de naipes de baraja española "Mentiroso" así como en el póker clásico de baraja inglesa. Se basa en la combinación del azar con la estrategia en el uso inteligente de la mentira, llamada "farol". Es un juego dinámico que premia la suerte y las habilidades estratégicas individuales del jugador. En general, el juego se basa en las principales combinaciones de naipes del póker, pero con dados de seis caras grabadas como los seis naipes de más valor: As, K, Q, J, 10 y 9. Se juega teniendo en cuenta únicamente el valor y no el palo, puesto que los dados son idénticos. Gracias a esto, se puede jugar perfectamente con dados numéricos sin necesidad de tener dados al estilo de naipes. Es un juego de azar en el que se avanza hasta la eliminación añadiendo letras. En el caso de que se mire la jugada contraria, o se lance un dado fuera de la zona de juego, se añadirán respectivamente 2 y 1 letras, hasta llegar a la palabra de eliminación previamente establecida ( en.: Mentir, engaño, truque, etc ).

## Historia
Se trata de un juego muy popular desde los años 50, principalmente impulsado por universitarios españoles en los años 90. Se trata de un juego de cafetería, de fácil aprendizaje que exige un razonable periodo de entrenamiento para el desarrollo de las habilidades estratégicas, que son variables en función de la "suerte" del resto de jugadores y de sus habilidades estratégicas. Si bien, se conocen distintas variantes del juego como el Kiriki de origen vasco, la variante más popular es la de "Mentiroso" simple a 9 puntos, que se corresponden con las letras m-e-n-t-i-r-o-s-o.
Al tratarse de un juego muy dinámico, en que pueden participar entre 2 y 8 jugadores; se popularizó entre los militares de reemplazo. 
Se conocen anecdotarios de partidas de poker mentiroso relacionadas con el servicio militar obligatorio español, en los años 50, 60 y 80, llamado "poker embustero". En el ejército ha sido y es, un juego muy popular entre soldados. 
Aunque con menor difusión también se juega en Francia con la denominación de "poker menteur".
Sus orígenes, podrían remontarse más allá de la España medieval; al existir referencias del juego en los manuscritos fechados en 1591 "libro de los juegos" depositado en El Escorial bajo la signatura T.I.6 (97 folios en pergamino) con caja de 28x40, redactado por mandato del rey Alfonso X, según reza en la suscripción final. Se trata de un tratado de ajedrez, dados y tablas. 
El desarrollo del juego, se realiza generalmente con pequeñas apuestas económicas que son necesarias para la ponderación del riesgo y el uso adecuado del "farol". Así, cuanto menor sea el número de puntos al que se juega, mayor participación tiene la estrategia frente al azar; de hecho los torneos más populares se juegan "al mejor de 5, a 5 puntos", en mesa de 5 jugadores.   
Las regiones españolas en la que más implantación tiene actualmente este juego son Valencia, Madrid, País Vasco y Andalucía.
Se realizan desde los años 1990 en adelante, torneos universitarios e inter-universitarios, así como pequeños torneos en bares, colegios mayores y muy rara vez en salas de juegos.

## Reglas
Para empezar la ronda, un jugador juega los cinco dados, ya sea todos a la vez, en grupos, o de uno en uno, pero sin volver a jugar ninguno de los dados. Al menos uno de los dados debe estar a la vista, mientras que el resto pueden estar ocultos bajo del cubilete en el que se han arrojado sobre la mesa. Así, lo más habitual es que el jugador arroje dos o tres dados, compruebe el resultado sin revelarlo a los demás, y entonces decida si arroja el resto directamente fuera del cubilete (en grupos o de uno en uno) o si revela esos dados y arroja el resto manteniéndolos ocultos en el cubilete. Entonces el jugador comprueba qué tipo de jugada de póquer tiene, combinando todos los dados. Las jugadas posibles son, en orden de valor descendente:
-Repóker (los cinco dados iguales)
-Póker (cuatro iguales)
-Full (del inglés "full house"), que es un trío y una pareja
-Trío
-Doble pareja
-Pareja
La idea del juego consiste en "pasarle" la jugada al siguiente jugador, diciéndole qué jugada completan los dados (los ocultos más los visibles). Si el siguiente jugador no se cree que se ha conseguido esa jugada, levanta el cubilete. En ese caso, uno de los dos pierde, dependiendo de si la jugada dicha existe realmente o si es mentira. El jugador que ha perdido inicia una nueva ronda y ya no debe superar lo que le había pasado el anterior.
En el caso de que el siguiente jugador se haya creído la jugada que le ha propuesto el anterior, mirará los dados ocultos sin mostrárselos a los demás jugadores (por si decide no tocarlos) y está obligado a pasarle una jugada mejor al siguiente, tanto si la jugada era verdadera como si era falsa. (Un jugador puede pasar una jugada diciendo algo inferior a lo que realmente hay, por ejemplo diciendo que tiene un full cuando en realidad tiene un póker, y se consideraría como verdadera). El jugador que ha aceptado la jugada (la ha creído) no está obligado a jugar los dados: puede optar por no jugarlos y pasar el cubilete al siguiente (pero tiene que mejorar lo que le ha dicho el anterior) o jugar los dados que quiera, individualmente o en grupos, siempre que el número de dados ocultos en el cubilete sean tres o menos, y que no juegue más de una vez un mismo dado. Un ejemplo típico es cuando el jugador anterior nos ha pasado un full y era verdad. Si sólo jugamos los dados que hacen pareja y conservamos el trío, la posibilidad de obtener un póker es relativamente alta (1/3). O cuando nos han pasado un póker real: bastará con jugar el dado diferente y, si se obtiene algo mejor, se considera que el póker anterior ha sido superado. Si nos han pasado una jugada sin especificar todos los dados, se considera que los no especificados son los mínimos; si nos dicen "póker de jotas" sin especificar más, se considera que el dado suelto es el mínimo (un nueve), aunque esté a la vista y sea superior. Si nos dicen "póker mínimo" se considera que es un póker de nueves, y el dado sobrante un diez. El máximo póker alcanzable (de ases con una K) sólo puede ser superado por un repóker (los cinco dados iguales) y este sólo puede ser superado por un repóker de dados superiores. En el caso de que un jugador pase al siguiente un repóker de ases, que es el máximo absoluto, si el siguiente jugador lo cree, debe conseguir, en una sola jugada, un repóker de ases y, después, volver a jugar uno de los dados y volver a conseguir un As.
La dinámica que mueve el juego es que, aunque algún jugador no quiera "ir de farol" (mentir sobre la jugada que ha conseguido), tarde o temprano se verá obligado a ello, por hacer una jugada que no ha superado a la del jugador anterior. La necesidad de que las jugadas sean mejoradas constantemente hace que las rondas no se alarguen indefinidamente.

## Cálculo probabilístico
Variante estándar Mentiroso. Cálculo probabilistico, sin intervención del factor estratégico.
Probabilidad condicionada: 
P(A y B y C y...) = P(A)·P(B/A)·P(C/(AyB))· ... 
A) Sacar cada dado con un resultado distinto. 
1º dado: cualquier número ==> p = 6/6 = 1 
2º dado: diferente del primero ==> p = 5/6 
3º dado: diferente de los anteriores ==> p = 4/6 
4º dado: diferente de los anteriores ==> p = 3/6 
5º dado: diferente de los anteriores ==> p = 2/6 
P(5 diferentes) = (6/6)·(5/6)·(4/6)·(3/6)·(2/6) = 720 / 6^5 
(Denominador sin simplificar, para que puedan compararse mejor unas probabilidades con otras). 
B) Sacar pareja 
No se considera que se obtenga trío o más, es decir, únicamente una pareja. 
La probabilidad de obtener una pareja en los 2 primeros dados es: 
1º dado: cualquier número ==> p = 6/6 = 1 
2º dado: igual al anterior ==> p = 1/6 
3º dado: diferente de los anteriores ==> p = 5/6 
4º dado: diferente de los anteriores ==> p = 4/6 
5º dado: diferente de los anteriores ==> p = 3/6 
P(pareja en primeros dados) = (6/6)·(1/6)·(5/6)·(4/6)·(3/6) = 360 / 6^5 
Esa es la probabilidad de obtener una pareja cualquiera en los dados 1º y 2º, pero sería la misma que si sale en el 1º y 3º, o en el 4º y 5º. Así que hay que multiplicarlo por las combinaciones posibles de dados para hacer pareja. 
Las formas diferentes de tomar 2 dados de entre 5 son: combinaciones de 5 elementos tomados de 2 en 2: 
C(5,2) = 5!/(2!·3!) = 10 
P(obtener sólo una pareja) = 10·360 / 6^5 = 3600 / 6^5 
C) Sacar trío. 
razonamiento como el anterior 
P(trio en los 3 primeros dados) = (6/6)·(1/6)·(1/6)·(5/6)·(4/6) = 120 / 6^5 
Dados con los que hacer trío: C(5,3) = 5!/(3!·2!) = 10 
P(sólo trío) = 10·120 / 6^5 = 1200 / 6^5 

D) Sacar póker. 
lo mismo que los anteriores 
P(poker en los 4 primeros dados) = (6/6)·(1/6)·(1/6)·(1/6)·(5/6) = 30 / 6^5 
Combinaciones de 4 dados: C(4,5) = 5!/(4!1!) = 5 
P(póker) = 5·30 / 6^5 = 150 / 6^5 

E) Sacar repóker. 
No requiere cálculo (6 formas de todas las posibles, repoker de 1,2,3,4,5 o 6) 
P(repoker) = 6 / 6^5 

f) Sacar full. 
P(pareja en los dos primeros dados) = (6/6)·(1/6) = 6 / 6² 
P(trio diferente en los siguientes) = (5/6)·(1/6)·(1/6) = 5 / 6³ 
P(full ordenado) = (6/6²)·(5/6³) = 30 / 6^5 
Ordenaciones diferentes para el full = formas de ubicar una pareja entre 5 dados = 
C(5,2) = 10 
P(full) = 10·30 / 6^5 = 300 / 6^5